# Netzplanung
Als Netzplanung bezeichnet man allgemein die Bestimmung der von Verkehrsangeboten benutzbaren Infrastruktur. Im Luftverkehrssektor wird der Begriff weiter aufgefasst. Hier umfasst er den gesamten Prozess der Produktplanung.

## Öffentlicher Verkehr
Die Netzplanung bildet im Öffentlichen Verkehr die grundlegende Stufe der Angebotsplanung. In diesem Schritt wird die vom Verkehrsangebot überhaupt benutzbare Infrastruktur bestimmt. Auf diese Bestimmung folgt die Linienplanung, die aus dem insgesamt möglichen Netz zu befahrende Wege bestimmt. Sie geschieht aufgrund der Abhängigkeit mit Infrastruktur eine Netzplanung nur in sehr langfristigen Zeiträumen. Eine Planung eines Netzes auf der „grünen Wiese“ geschieht nur noch selten. Als mathematisches Hilfsmittel zur Beschreibung des Netzes wird die Graphentheorie herangezogen, in der das Netz zu einem aus Knoten und Kanten gebildeten Graph transferiert wird.

## Fluggesellschaften
Die Netzplanung bei Fluggesellschaften wird weiter gefasst. Sie ist verantwortlich für die „Produktionsplanung“. Sie trifft in Abstimmung mit dem Vertrieb Entscheidungen über die anzufliegenden Flugziele einschließlich Drehkreuze, die Frequenzhäufigkeit (z. B. zweimal täglich am Tagesrand, Übernachter), die Zeitenlage der einzelnen Flüge und dem zu verwendenden, nachfragegerechten Fluggerät.
Ziel der Netzplanung ist die wirtschaftliche Optimierung des gesamten Netzwerks von Flugverbindungen. Das bedeutet, dass einzelne Strecken-Suboptima bewusst zu Gunsten eines Gesamtnetz-Optimums in Kauf genommen werden.
Die exakte Planung der Abflug- und Ankunftszeiten einer Flugplan-Saison wird im Rahmen der Flugplanoptimierung unter Berücksichtigung einer Vielzahl von Restriktionen (z. B. Kapazitäten, Rotationen, Crew, Slots, Wartung) durchgeführt.
Als Ergebnis der Netzplanung wird der fertige Flugplan veröffentlicht und in den Reservierungssystemen der Reisebüros oder über das Internet den Kunden zur Verfügung gestellt.